# Famille Cavazza
 (mai 2025).
Motif : Notoriété inexistante
- Archive Wikiwix
- Bing
- Cairn
- DuckDuckGo
- E. Universalis
- Gallica
- Google
- G. Books
- G. News
- G. Scholar
- Persée
- Qwant
- (zh) Baidu
- (ru) Yandex
- (wd) trouver des œuvres sur Wikidata

| 1. | Préciser le motif de la pose du bandeau. | Précisez le motif de la pose du bandeau en utilisant la syntaxe suivante : {{admissibilité à vérifier\|date=mai 2025\|motif=remplacez ce texte par le motif}}                        |
| 2. | Informer les utilisateurs concernés.     | Pensez à avertir le créateur de l'article, par exemple, en insérant le code ci-dessous sur sa page de discussion : {{subst:avertissement admissibilité à vérifier\|Famille Cavazza}} |

La famille Cavazza est une famille patricienne de Venise, originaire d'Allemagne, qui s'est établie à Venise au XIIIe siècle.

## Histoire
Le comte Girolamo Cavazza, sans héritiers mâles, unit sa fille au comte Leoni de Sanguineto, à condition de relever le nom Cavazza. Il lui acheta aussi le titre de noblesse lors de la guerre de Candie. Il patronna l'Église Sainte-Marie-de-Nazareth de Venise et la fit revêtir de marbre blanc.

## Personnalités

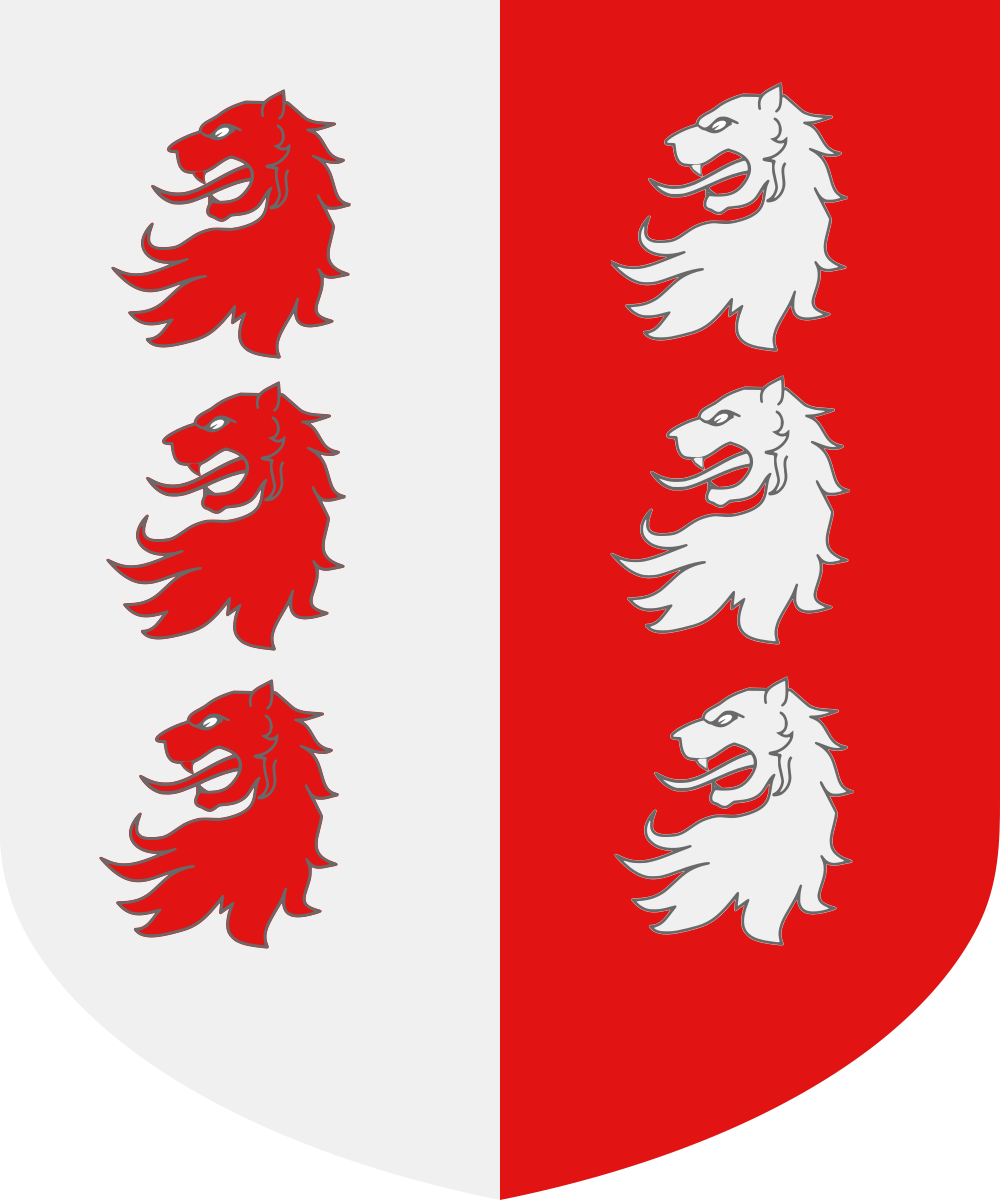
Armes des Cavazza

- Simone Cavazza, commandant des troupes à Candie, mort en 1213.
- Tommaso Cavazza, participe au siège de Padoue de 1256.

## Armes
Armes : Parti d'argent et de gueules, les deux partitions chargées de trois têtes de Lions arrachées et posées en pal de l'un en l'autre.